# Четэцуйя (крепость, Румыния)
Четэцуйя (рум. Cetățuia de pe Strajă, венг. brassói Fellegvár, нем. Schloss Kronstadt) — крепость, построенная на вершине высокого холма к северу от исторического центра города Брашов в Румынии. Данное укрепление находилось за пределами городских стен и было возведено изначально для того, чтобы во время осады на этом холме враги не имели возможности размещать артиллерию и вести обстрел.
Каждый из четырёх углов крепости усилен мощным бастионом. В центре комплекса сохранилась построенная ещё в 1524 году подковообразная башня. Внешние стены с угловыми башнями (которые потом перестроили в бастионы) появились позднее — в 1630–1631 годах. Внутрь можно было попасть через единственные ворота, к которым снаружи вёл подъемный мост.
В XVIII–XIX веках здесь размещался гарнизон Габсбургов. Внутри находились казармы, военные склады и дом коменданта. Из-за многочисленных реконструкций сейчас трудно понять, как были расположены первые постройки. В последний раз крепость использовалась по прямому назначению в 1849 году. В начале XX века на склонах холма появились роскошные виллы, а значительная территория вокруг крепости заросла парковым лесом.

## История

### XVI век

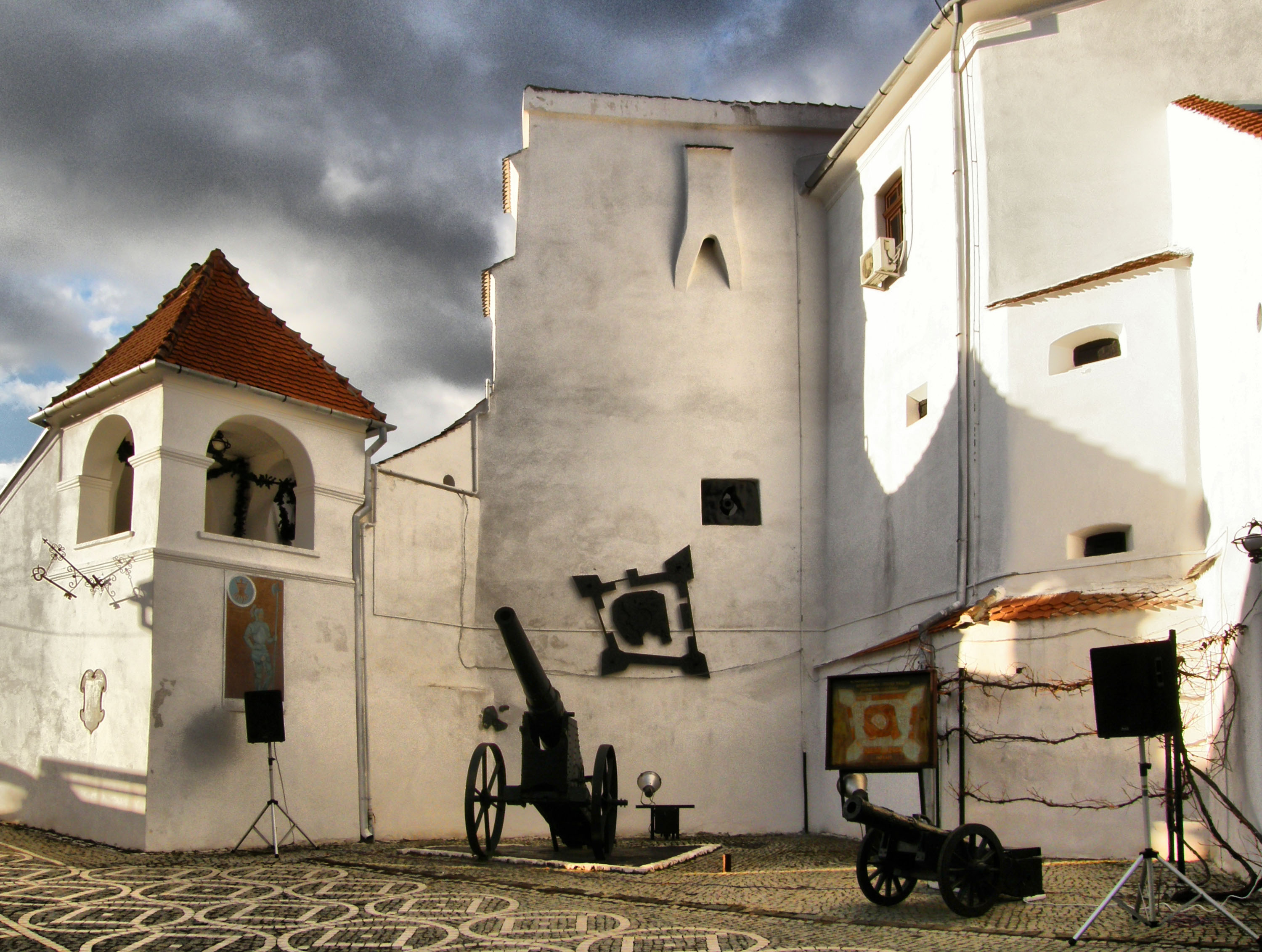
Старинные пушки внутри крепости

К концу средних веков Брашов был окружён высокими прочными стенами и защитным рвом. Но развитие артиллерии привело к тому, что появились орудия, способные вести обстрел с большого расстояния. А размещение таких пушек на высоком 64-метровом холме к северу недалеко от городских стен могло представлять серьёзную опасность для города. Поэтому было важно сделать так, чтобы враги не смогли разместить здесь свои батареи. В 1524 году на холме (который в те времена назывался Мартинберг) возвели подковообразную каменную башню.
В середине XVI века Джованни Баттиста Кастальдо, военный советник императора Фердинанда I, выступил с инициативой по укреплению границ и городов Трансильвании из-за растущей угрозы турецкого вторжения. Большинство запланированных к строительству укреплений из-за финансовых проблем так и не были завершены. Но подковообразную башню, защищавшую холм Мартинберг у Брашова обнесли стенами с тремя небольшими башнями. План крепости, вероятно, подготовил итальянский архитектор Алессандро да Урбино. Строительные работы продолжались с весны 1552 года до поздней осени 1553 года. Кроме стен снаружи вырыли глубокий защитный ров.

### XVII век
В 1611 году, во время гражданской войны в Трансильвании, крепость снаружи обнесли ещё и земляным валом. Князь Габриель Батори осадил замок, но не смог захватить его. В октябре 1618 года внутри начался пожар, уничтоживший деревянные строения. Восстановление крепости завершили в 1625 году. Ранее перед подковообразной башней вырыли колодец глубиной 25 метров, а в 1631 году его углубили до 81 метра.
В апреле 1630 года началась новая реконструкция крепости. Главным стала перестройка башен в мощные бастионы и создание дополнительной защиты у ворот. К концу сентября уже построили северный бастион. На зиму работы пришлось остановить. Но весной 1631 года закончили строительство второго бастиона, а в августе — третьего. Вероятно, архитектором был Йоханнес Сиена.
Согласно Декларации Фэгэраса 1688 года турки покинули Трансильванию и регион перешёл под контроль Габсбургов. Однако горожане Брашова неожиданно оказались резко против австрийского владычества и подняли восстание. Они арестовали и заключили в тюрьму мэра Михаэля Филстиха, многих чиновников и сумели захватить крепость. Вскоре имперские войска заставили повстанцев капитулировать, но в Вене решили не налагать на горожан Брашова контрибуцию. Одновременно австрийцы сделали главным центром обороны не прежнюю городскую крепость, а комплекс с бастионами на холме Мартинберг. Сюда свезли большинство пушек и разместили солдат гарнизона. Австрийцы расчистили склоны холма от виноградников и фруктовых садов, чтобы в случае осады в них не могли прятаться вражеские солдаты. В августе 1690 года лидер куруцев Имре Тёкёли осадил замок, но в конце концов отказался от штурма после переговоров с жителями Брашова. В 1699 году обсуждался вопрос о сносе подковообразной башни внутри крепости. Но в итоге она сохранилась.

### XVIII век
К началу XVIII века было ясно, что крепость, так же как и городские укрепления Брашова, уже устарели и не способны служить серьёзной защитой во время войны. Во время Русско-австрийско-турецкой войны укрепления отремонтировали, но серьёзной реконструкции из-за недостатка средств не произошло. В 1773 году по инициативе императора Иосифа II началась модернизация укреплений. Приоритетом считалось обеспечение максимальной безопасности солдат гарнизона.
К концу XVIII века угроза турецкого вторжения резко снизилась. И в замке после завершения австро-турецкой войны устроили тюрьму, где для начала разместили турецких военнопленных,  .

### XIX век
К началу XIX века крепость полностью утратила своё изначальное предназначение как сооружение для отражения внешней угрозы. Но для Габсбургов она оставалась важным символом их власти в регионе и должна была удерживать граждан от желания устроить беспорядки и выступать с идеями о независимости.
Крепость оказалась в центре событий во время революции 1848—1849 годов. В Трансильванию вошёл десятитысячный корпус русской армии генерала Александра Лидерса. 20 июня 1849 года русские, вступившие в пределы Австрийской империи по просьбе Габсбургов, прорвали оборону восставших венгров в районе Темёша, а затем двинулись в сторону Брашова. В это время граждане Брашова уже признали себя побеждёнными. Но около двухсот венгерских повстанцев отказались капитулировать и заняли крепость. Они надеялись, что смогут продержаться до подхода освободительной армии из Венгрии. Повстанцы сумели удерживать бастион на холме только в течение двух дней. Затем у них закончились боеприпасы, а ожидаемая помощь так и не прибыла. В итоге защитники вступили в переговоры с русским командованием. В результате достигнутой договорённости они покинули замок 22 июня и отступили. Но вскоре повстанцев захватили в плен австрийские войска, чьё командование отказалось признать достигнутые договорённости. Часть защитников посадили в тюрьму, а других отправили служить в австрийскую армию. Согласно рассказу румынского публициста Георга Барица осада русскими крепости на холме Мартинберг стала ярким зрелищем для горожан, которые толпами собирались на стенах.
В 1850-е годы крепость отремонтировали. Одновременно вместо колодца там построили большую цистерну для хранения воды.
К концу века крепость стала модным туристическим объектом. Кроме того, здесь организовали ресторан, ставший очень популярным среди горожан.

### XX век

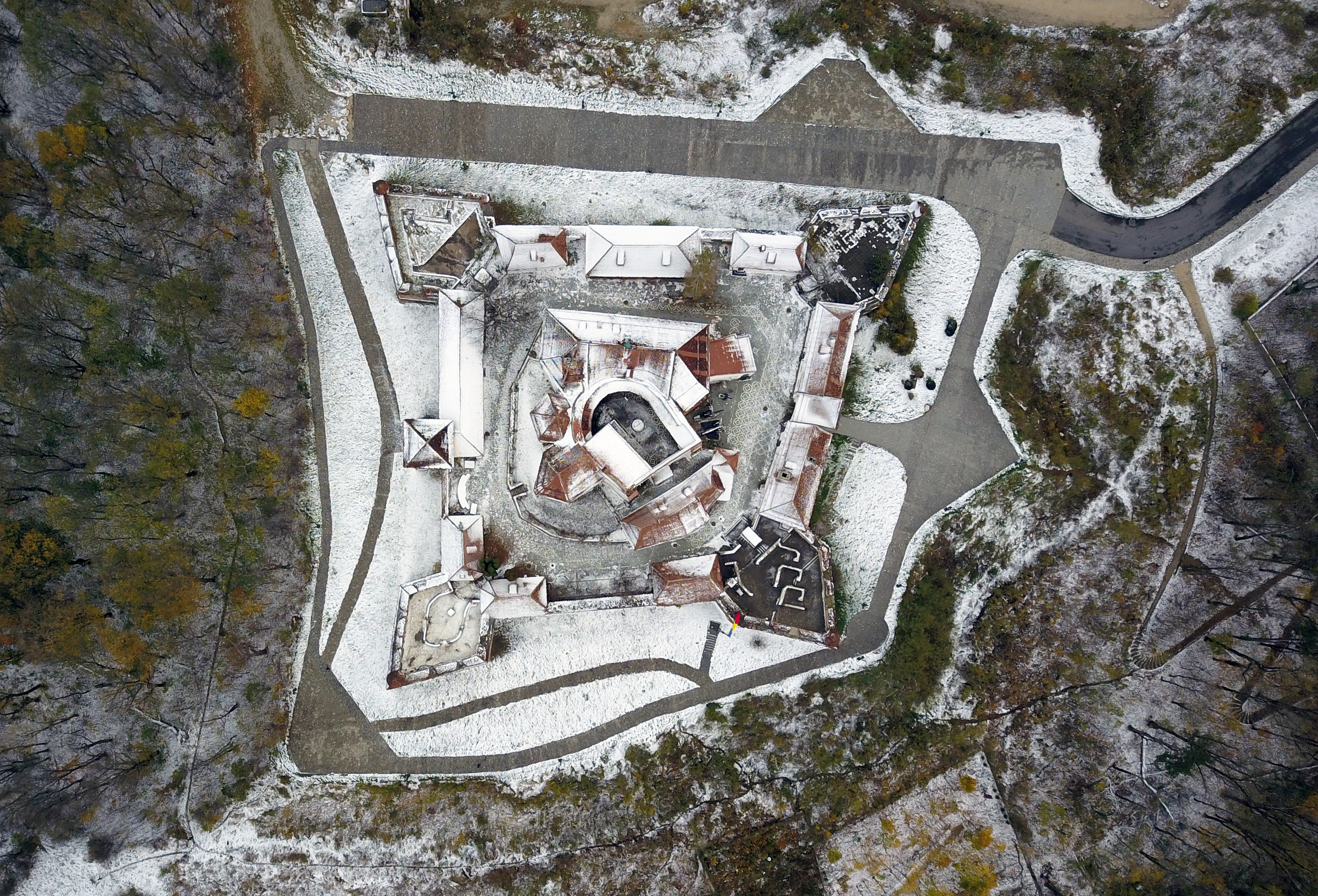
Вид крепости сверху

После Первой мировой войны Трансильвания оказалась в составе независимой Румынии. Крепость стала использоваться как тюрьма. В 1919 году румыны интернировали около шестисот содержавшихся в крепости офицеров Секлеровской дивизии.
В 1932 году городские власти официально подарили крепость румынскому королю Каролю II.
После завершения Второй мировой войны и прихода коммунистов к власти в Венгерской Народной Республике в 1948 году крепость у Брашова стала тюрьмой, которую использовали для нужд политической полиции Секуритате. Затем, с 1954 по 1975 год, здесь размещался городской архив. В конце 1970-х годов крепость отремонтировали, а в 1981 году её ворота были открыты для туристов. Кроме того, внутри разместили ресторан в средневековом стиле. В то же время вокруг крепости проложили мощёные дорожки и установили фонари.
После падения власти коммунистов крепость приобрело акционерное общество Aro Palace. Однако в 2015 году владельцы Aro Palace и официальные власти вступили в судебные тяжбы. Правительство Румынии желало вернуть крепость в государственную собственность. В результате с 2015 года доступ туристов был приостановлен, ресторан оказался закрыт, а здания стали ветшать.
В 2014 году на стене замка установили мемориальную доску в честь венгерских борцов за свободу, защищавших крепость в 1849 году.

## Описание
Размеры компактного комплекса, который выглядит как слегка неправильный прямоугольник, составляют примерно 150 х 170 метров. Бастионы крепости выступают за пределы стен на 15-20 метров. На фасаде северного бастиона есть две мемориальные доски, одна с гербом Брашова, а другая с латинским текстом и с упоминанием даты постройки бастиона при деятельном участии мэра города Кристиана Хиршера. Ворота с южной стороны, перед которыми когда-то находился подъемный мост, были украшены декоративными элементами перед визитом королевы Каролины в 1817 году. С тех пор ворота называются Каролинентор. Над воротами указан 1580 год (год завершения постройки внешних стен).
Внутри к стенам примыкает ряд небольших зданий, построенных для нужд гарнизона Габсбургов. В центре стоит старинная башня в форме подковы. Здесь находились склады. Кроме того, перед башней имеется фонтан.
По некоторым сведениям из крепости в сторону Брашова имелся подземный ход.

## Галерея

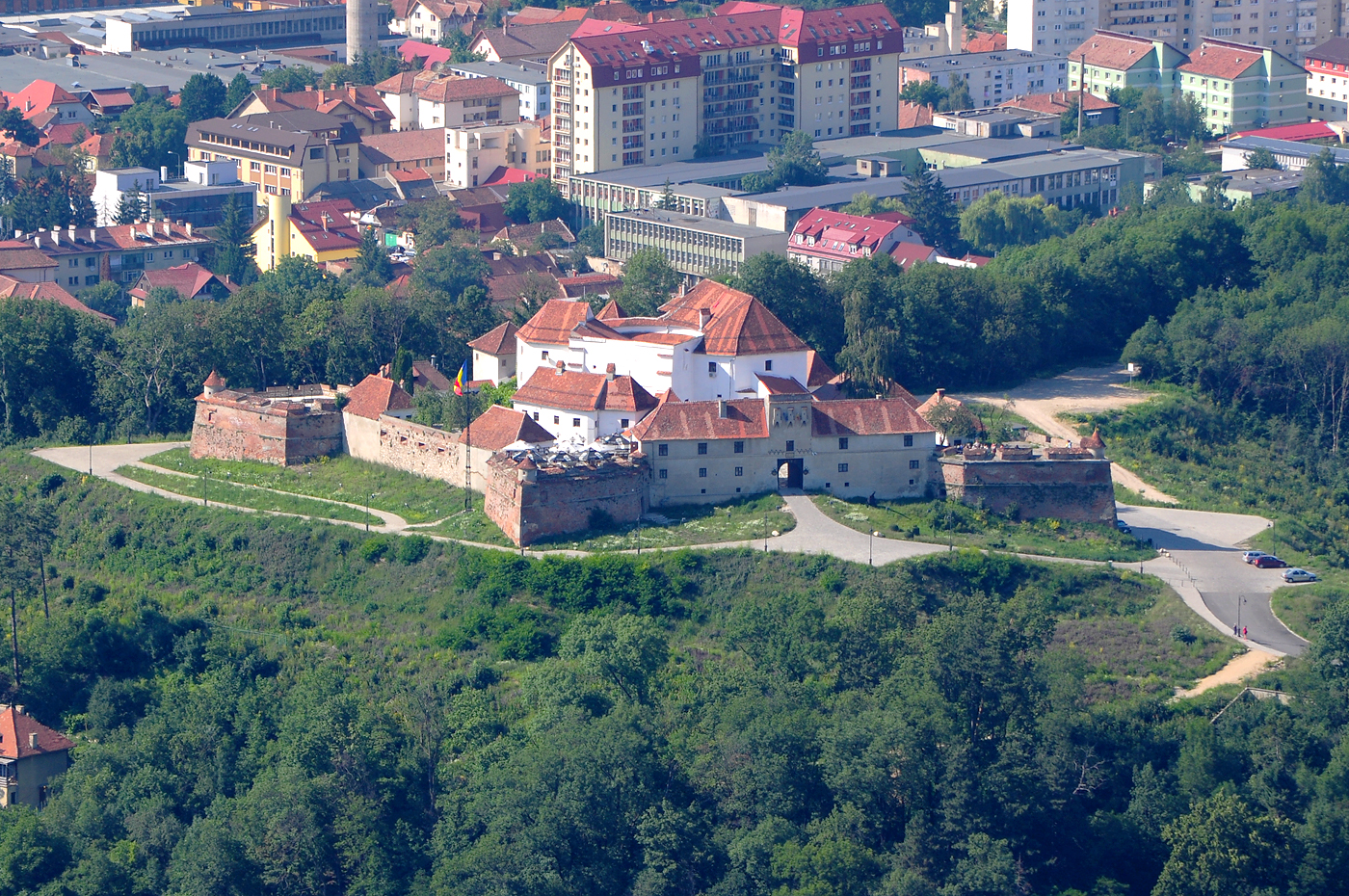
Крепость с высоты птичьего полёта
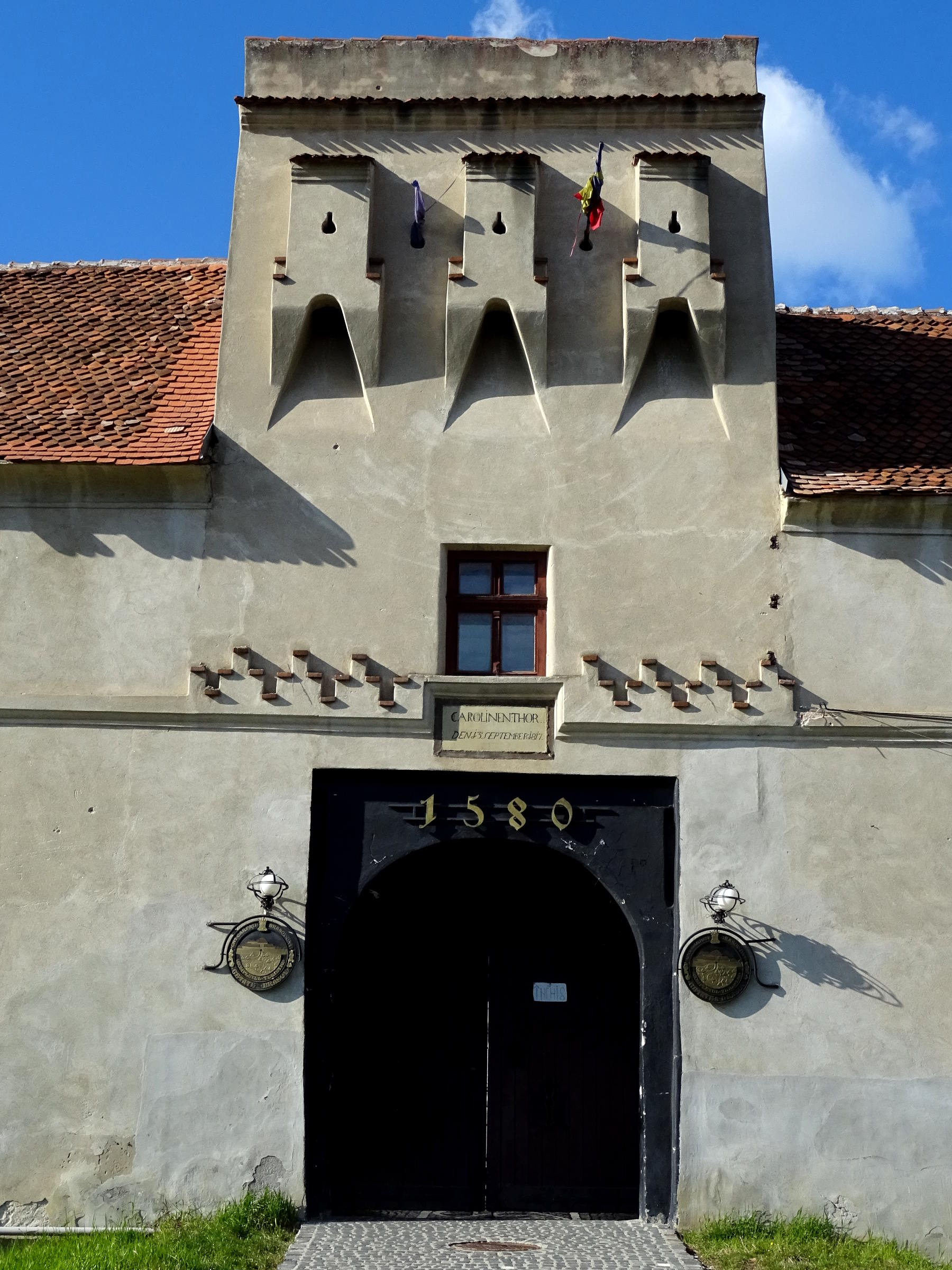
Ворота, ведущие в крепость
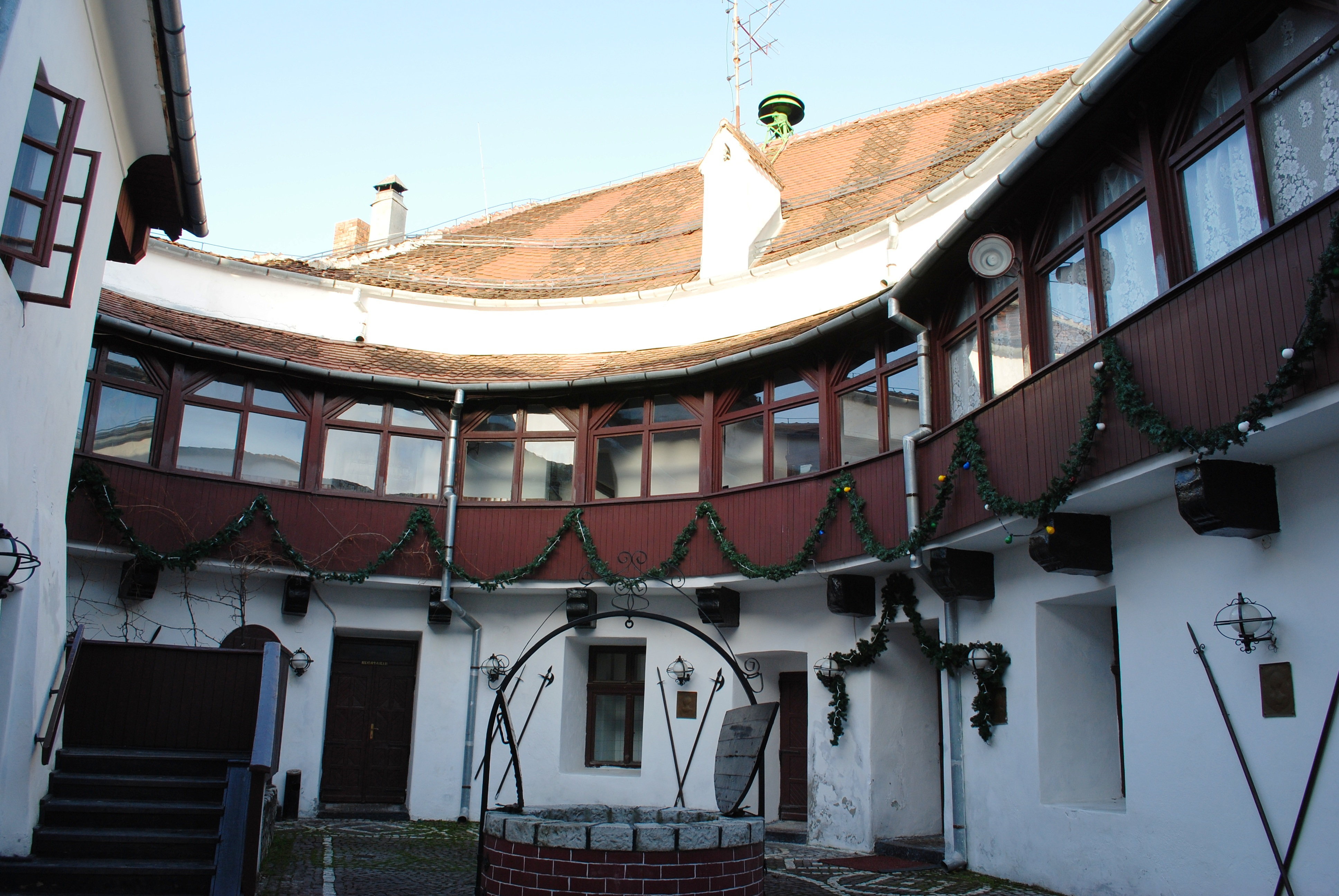
Внутренний двор подковообразной башни
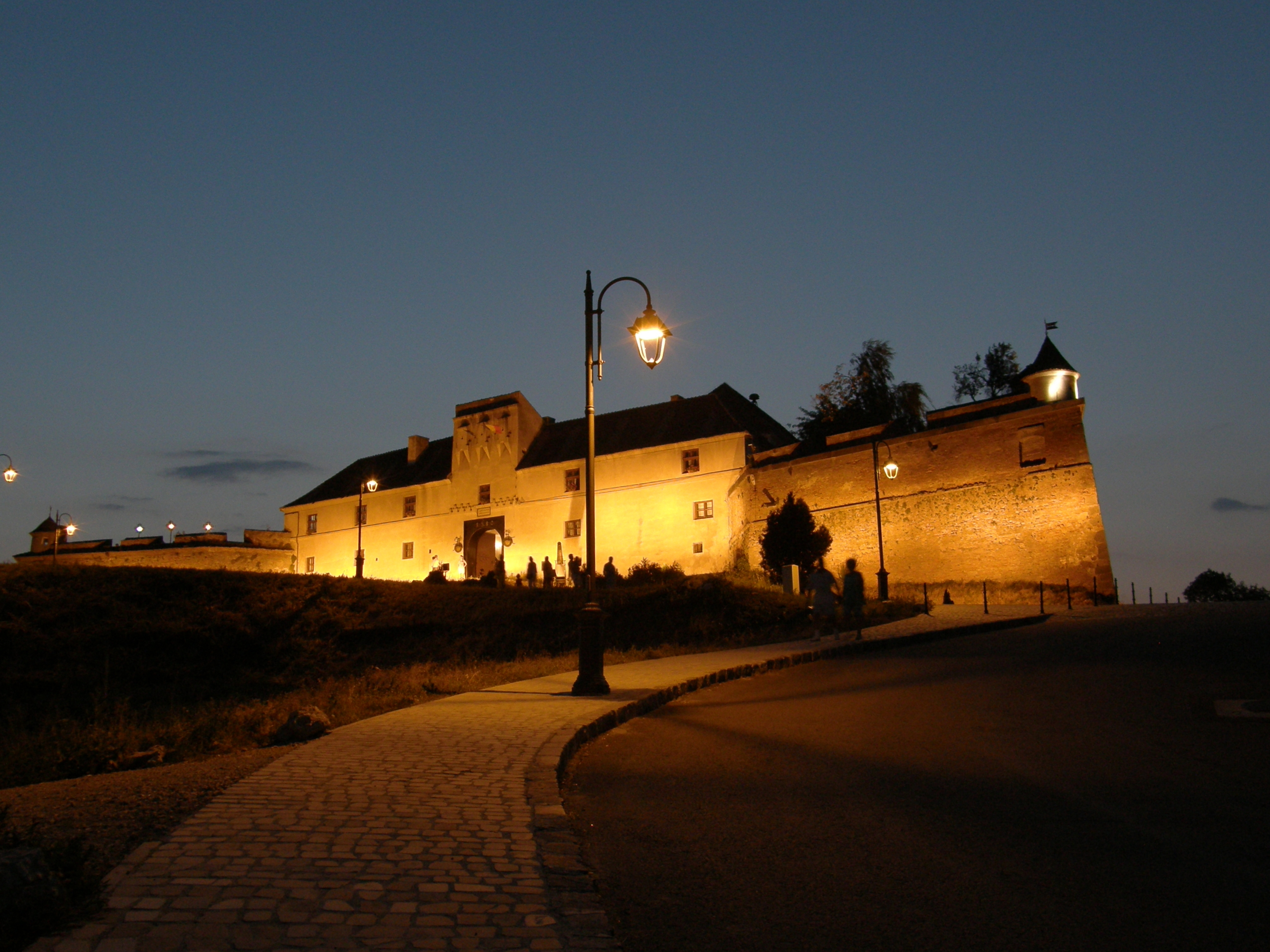
Вид замка в тёмное время
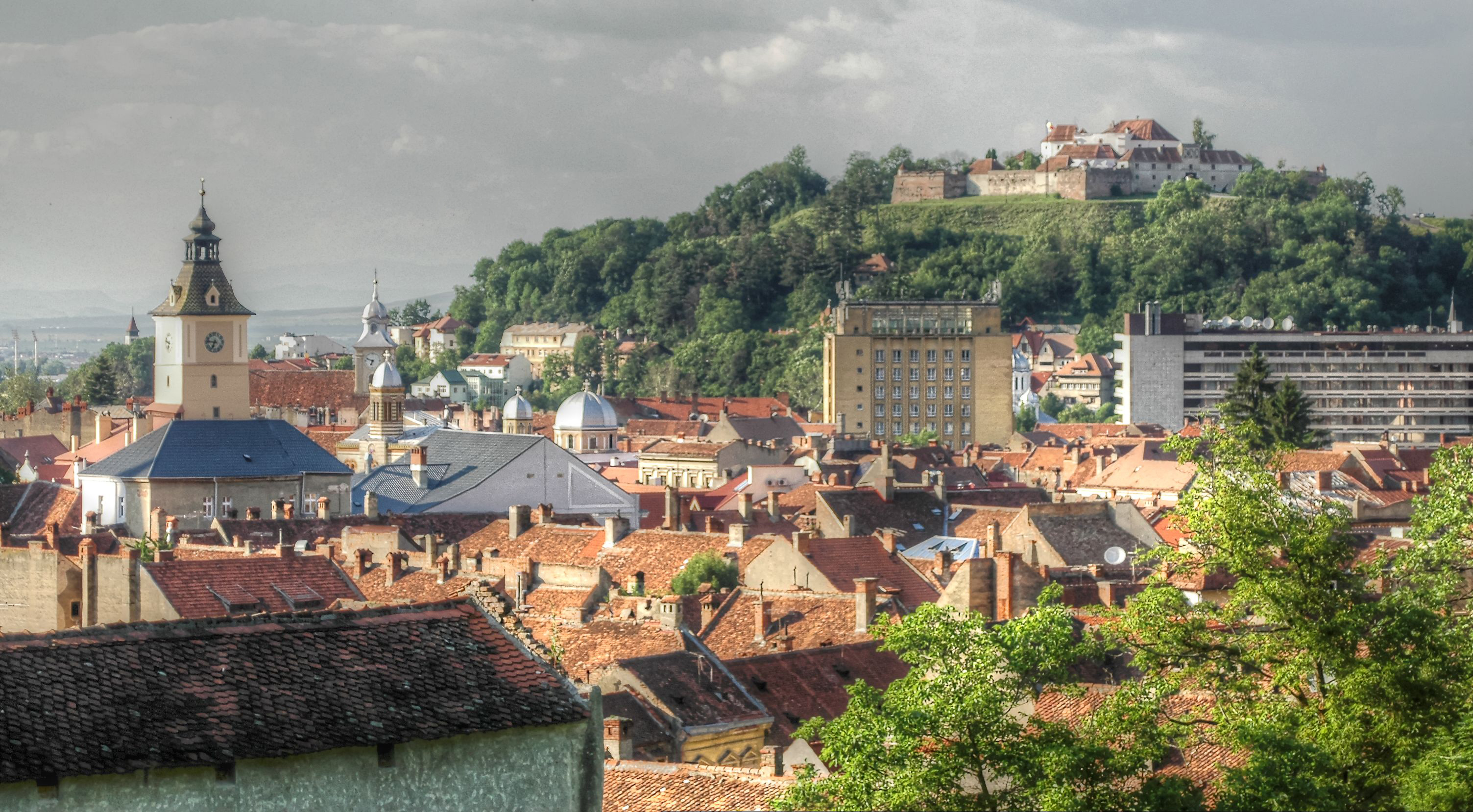
Вид крепости, возвышающейся над городом